# Sebastião Leme da Silveira Cintra
Sebastião Leme da Silveira Cintra (ur. 20 stycznia 1882 w Espirito Santo do Pinhal w diecezji Ribeirão Preto, zm. 17 października 1942 w Rio de Janeiro) – brazylijski duchowny katolicki, kardynał, arcybiskup São Sebastião do Rio de Janeiro.

## Życiorys
Studiował w seminarium duchownym w São Paulo studia kontynuował na Papieskim Uniwersytecie Gregoriańskim w Rzymie. Święcenia kapłańskie przyjął 28 października 1904 roku w Rzymie. Po święceniach kapłańskich podjął pracę duszpasterską archidiecezji São Paulo. Był wykładowcą w seminarium duchownym, dyrektorem archidiecezjalnej gazety i wikariuszem generalnym archidiecezji São Paulo. 24 marca 1911 roku papież Pius X mianował go biskupem tytularnym Ortosia di Fenicia i biskupem pomocniczym w archidiecezji São Sebastião do Rio de Janeiro. Konsekrowany 24 czerwca 1911 roku w Rzymie przez kard. Joaquim Arcoverde de Albuquerque Cavalcanti arcybiskupa São Sebastião do Rio de Janeiro. 29 kwietnia 1916 roku otrzymał nominację na arcybiskupa metropolitę Olinda. 29 kwietnia 1918 roku został także arcybiskupem Recife. 15 marca 1921 roku mianowany arcybiskupem tytularnym Farsala i arcybiskupem koadiutorem w archidiecezji Rio de Janeiro z prawem następstwa. 18 kwietnia 1930 roku objął urząd arcybiskupa Rio de Janeiro. Na konsystorzu 30 czerwca 1930 roku Pius XI wyniósł go do godności kardynalskiej z tytułem prezbitera Ss. Bonifacio e Alessio. Uczestniczył w konklawe w 1939 roku. Założyciel Katolickiego Uniwersytetu w Rio de Janeiro. Zmarł 17 października 1942 roku w Rio de Janeiro.